# Тасино (Новосибирская область)
Тасино — населённый пункт в Мошковском районе Новосибирской области. Входит в состав городского поселения рабочий посёлок Станционно-Ояшинский. 

## Топоним
До 2017 года официальное название — Остановочная Платформа Тасино, позже изменено, как и у других НП, областным законом (исключены слова «остановочная платформа»).

## География
Площадь населённого пункта — 1 гектар.

## Население
| 2002 | 2007 | 2010 |
| ---- | ---- | ---- |
| 60   | ↘56  | →56  |

## Инфраструктура
В населённом пункте по данным на 2007 год отсутствует социальная инфраструктура.